# Bobo
Bobo je naziv za etničku skupinu koja živi u zapadnoj Burkini Faso i Maliju. Bave se poljoprivredom, imaju prilično decentraliziranu društvenu organizaciju i po vjeri su animisti. 
Populacija broji nešto preko 100.000 ljudi. Bobo su stoljećima živjeli na ovom prostoru, neki smatraju još od 8. stoljeća.
Bobo imaju svoj jezik koji poznajemo pod nazivom Mandinke. Neka druga plemena s kojima se bobo povremeno dolaze u kontakt jesu Senufo, Bamana, Lobi i Bwa.
Zanimljivosti koje vežemo uz narod bobo tiču se njihove umjetnosti i odjeće. 
Bobo izrađuju maske od lišća, tkanina i drveta. lišće i tkanine koriste i za odjeću. takva odjeća i maske koriste se dramatičnim plesnim ritualima na početku proljeća, kada počinje poljoprivredna sezona. Maske predstavljaju povoljnu prisutnost prirodnih dobara većinom u obliku gotovo apstraktnih ptica i božanskih ikona. 
Posjedovanje maske podrazumijeva socijalne i moralne vrijednosti. Maska se dobiva tijekom inicijacije mladića u odrasle muškarce. ona ih dalje štiti od zlih duhova te sile zemlje, sunca i kiše dovodi u ravnotežu. Tijekom nošenja maske, osoba se depersonalizira u korist toga što maska predstavlja. da bi "postao" maska, on mora obrisati sam sebe, prestati biti on, baciti svoju individualnost. 
Tijekom ceremonija, vrlo kompleksnim, žestokim i energičnim plesovima moraju se probuditi mrtvi te protjerati svi duhovi koji više nisu dobrodošli u svijetu živih. Osim na ceremonijama prije početka vegetacijske sezone te ceremonija inicijacija, maske se nose i tijekom pogrebnih rituala.
Bobo su poljoprivrednici. Glavne poljoprivredne kulture koje uzgajaju jesu crveni sirak, proso, slatki krumpir i kukuruz. Također su poznati po uzgoju pamuka, koji dalje trguju.
Bobo su decentralizirana grupa. Njihov 'politički sustav' temeljen je na određenim vezama među najstarijim pojedincima plemena koji čine vijeće starješina. Ideja stavljanja vlasti u ruke jednog čovjeka strana je Bobo narodu. Zapravo, oni vjeruju da je to opasno jer bi moglo dovesti do izvršenja nekih odluka koje ne bi bile po volji njihovom bogu.

## Religija
Bobo, kao i mnoga druga plemena, imaju svoju religiju. Bog stvoritelj zemlje i životinja u Bobo narodu zove se Wuro. Vjeruju da je sve na zemlji stvorio iz grude blata, a prvi čovjek kojega je stvorio bio je kovač po zanimanju. On se nikada ne predstavja u nekom fizičkom obliku niti se može se opisati riječima. Bog wuro je odgovoran za raspoređivanje svih stvari na svijetu u parove, koji uvijek moraju biti u ravnoteži. Međutim, čovjek svakodnevno narušava tu ravnotežu. 
Drugi po važnosti je bog Swo, bog koji je odgovoran za pomaganje ljudskoj vrsti. On je karika koja stoji između ljudi i glavnog boga.
Dwo se pojavljuje tijekom ceremonije s maskama. dwo bira živjeti u maski sve dok se ona ne izliže i ne raspadne, a tada se njegov duh nastanjuje u onome tko je masku nosio. nosioc maske je tada u mogućnosti prenositi ostalima dwoovu volju.
Religijski sustav bobo naroda temelji se na vraćanju stvari u red i ravnotežu kroz mnoge ponude i žrtve.

## Vanjske poveznice
- Bobo Information  Arhivirana inačica izvorne stranice od 3. kolovoza 2010. (Wayback Machine)
- Bobo People  Arhivirana inačica izvorne stranice od 15. prosinca 2010. (Wayback Machine)